# 11 Pułk Artylerii Przeciwpancernej
11 Pułk Artylerii Przeciwpancernej (Kadrowy), 11 pappanc (k) – oddział artylerii przeciwpancernej Polskich Sił Zbrojnych.

## Formowanie i zmiany organizacyjne
Pułk został sformowany na podstawie rozkazu L.dz.150/Tjn./Org./45 Szefa Sztabu Naczelnego Wodza z dnia 5 lutego 1945 roku w sprawie „Organizacji i formowania I Korpusu” i rozkazu uzupełniającego z dnia 27 lutego 1945, jako jednostki w formie skadrowanej, używającego nazwy „kadra 11 pułku artylerii przeciwpancernej”  organiczna jednostka artylerii I Korpusu Polskiego.